# Keum Ji-hyeon
Keum Ji-hyeon (금지현?; Ulsan, 17 marzo 2000) è una tiratore a segno sudcoreana, specializzata nella carabina, vincitrice dell'argento nella gara da 10 metri a squadre a Parigi 2024 insieme a Park Ha-jun.

## Palmarès
- Giochi olimpici

Parigi 2024: argento nella carabina 10 metri aria compressa a squadre.
- Campionati asiatici di tiro

Doha 2019: oro nella carabina 10 metri a squadre miste.